# Federazione Veneta BCC
La Federazione Veneta delle Banche di Credito Cooperativo, nota anche come Federazione Veneta BCC o FVBCC, costituisce l'organismo associativo delle Banche di Credito Cooperativo (BCC) della regione a cui fornisce rappresentanza, assistenza, consulenza e formazione. La Federazione è, a sua volta, associata a Federcasse, la Federazione Italiana delle BCC-CR.

## Storia
La Federazione nasce nel 1965 con il nome di Federazione Veneta delle Casse Rurali ed Artigiane. Ha assunto la denominazione attuale nel 1994, come previsto dal Testo Unico Bancario.

## Organizzazione
A ottobre 2022 sono 10 le Banche di Credito cooperativo associate alla Federazione Veneta con un totale di 374 sportelli, 101 560 soci e 2741 dipendenti.

### Banche associate
(in ordine alfabetico di denominazione)
- Banca della Marca Credito Cooperativo - Società Cooperativa
- Banca delle Terre Venete Credito Cooperativo - Società Cooperativa
- Banca di Credito Cooperativo di Venezia, Padova e Rovigo - Banca Annia Società Cooperativa
- Banca di Credito Cooperativo Pordenonese e Monsile - Società Cooperativa
- Banca di Credito Cooperativo Vicentino - Pojana Maggiore - Società Cooperativa
- Banca Veronese Credito Cooperativo di Concamarise - Società Cooperativa
- BCC VENETA - Credito Cooperativo - Società Cooperativa
- Centromarca Banca - Credito Cooperativo di Treviso e Venezia, SCPA
- Valpolicella Benaco Banca Credito Cooperativo (Verona) S.C.